# Араї Сіґео
Араї Сіґео (8 серпня 1916 — 19 липня 1944) — японський плавець.
Олімпійський чемпіон 1936 року.